# Акветико (Империја)
Акветико (итал. Acquetico) је насеље у Италији у округу Империја, региону Лигурија.
Према процени из 2011. у насељу је живело 118 становника. Насеље се налази на надморској висини од 423 м.